# Argema
Argema är ett släkte av fjärilar. Argema ingår i familjen påfågelsspinnare.

## Bildgalleri

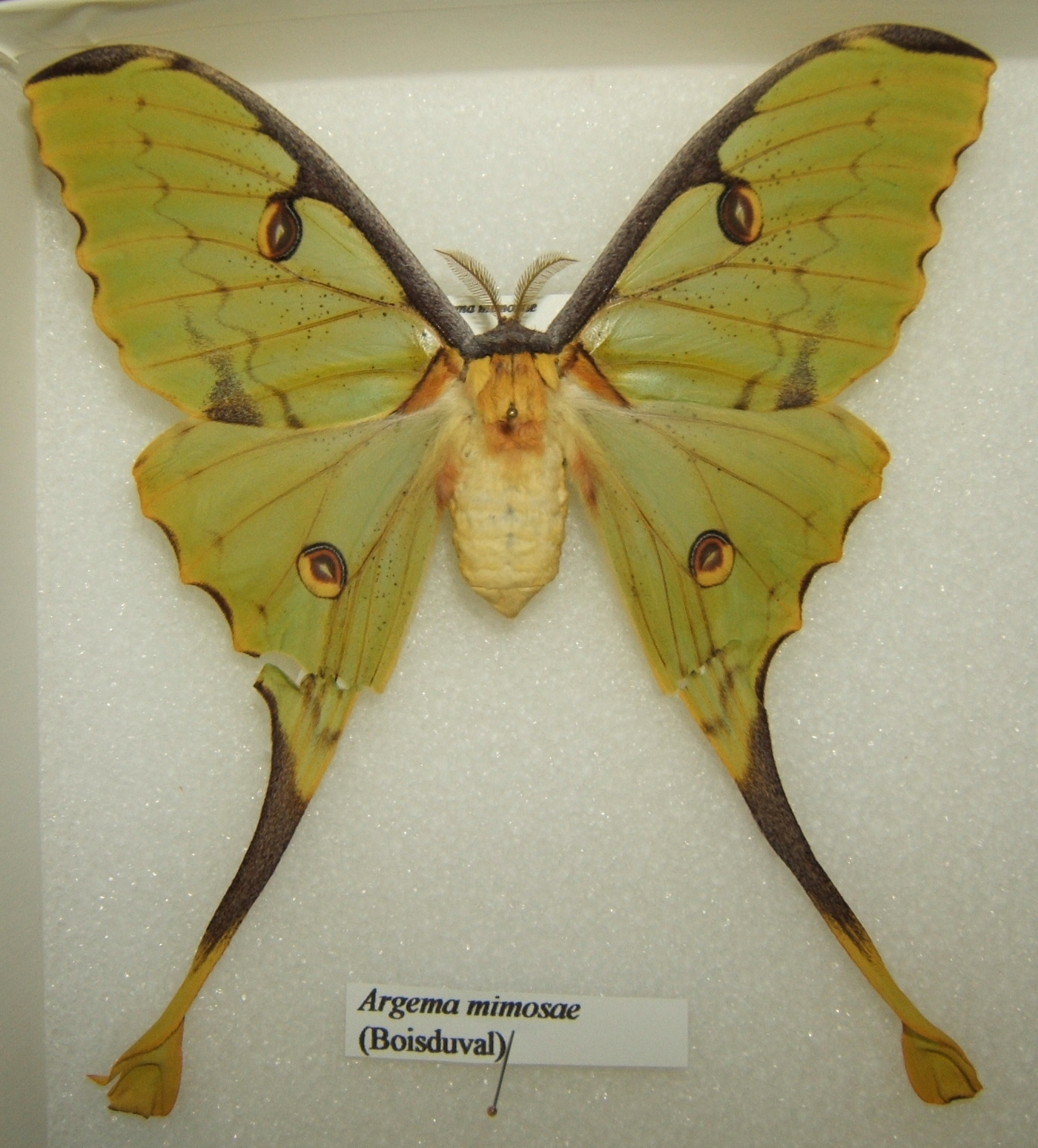
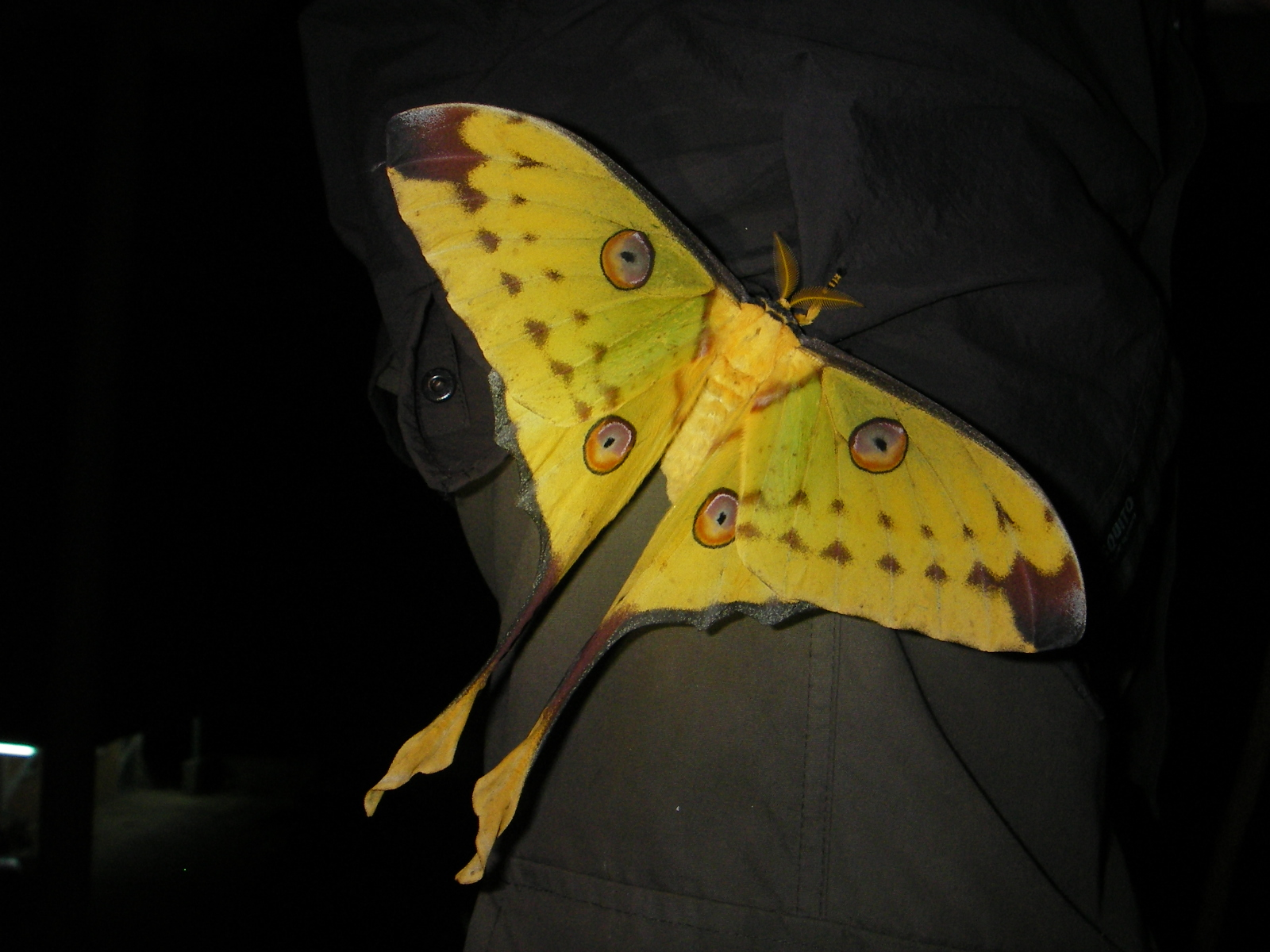

## Dottertaxa tillArgema, i alfabetisk ordning[1]
- Argema besanti
- Argema bouvieri
- Argema cometes
- Argema cotei
- Argema diana
- Argema dubernardi
- Argema elucidata
- Argema fournieri
- Argema groenendaeli
- Argema heterogyna
- Argema idea
- Argema ignescens
- Argema immaculata
- Argema isis
- Argema kuhnei
- Argema laotiana
- Argema latona
- Argema leto
- Argema madagascariensis
- Argema maenas
- Argema mimosae
- Argema mittrei
- Argema occidentalis
- Argema recta
- Argema rhodopneuma
- Argema rieli
- Argema rosenbergii
- Argema saja
- Argema sinensis
- Argema virescens